# 傅朝卿
傅朝卿（1957年2月24日:417—），臺灣臺南市人，曾任國立成功大學建築系教授。是一位長期專注於建築史與建築文化資產保存議題的學者。

## 生平簡介
1957年，傅朝卿出生於臺灣府城大南門旁；他的父親是一位醫師。 此後，他一直成長於當地。
畢業於臺南一中後，他進入國立成功大學建築學系就讀。後來前往美國西雅圖華盛頓大學取得建築碩士學位。學成歸國後，傅朝卿返鄉任教於國立成功大學。 1986年，成立「尺度工作室」，致力於文史工作。並出版《安平建築》。:417
1986年，傅朝卿獲國科會補助，赴英國深造。於1990年取得愛丁堡大學建築博士學位，返回成大繼續任教。1993年起，出任臺南市文獻委員會委員，為當年最年輕之委員。1996年，出任臺南市文化資產保護協會創會理事長，曾任財團法人安平文教基金會董事、財團法人古都保存與再生文教基金會董事等職。:417長年致力於臺灣的建築文化資產調查、保存與推廣等工作。2016年，傅朝卿自國立成功大學建築學系退休。
他的興趣是旅遊、攝影、寫作、歷史研究等。

## 獲獎及榮譽
- 金鼎獎個人著作獎（1994年）
- 臺灣省文獻委員會文獻出版獎（1997年、1999年、2000年）
- 金鼎獎優良圖書推薦獎（2002年）
- 臺灣建築學會建築學報論文獎（2004年、2005年）
- 扶輪社職業服務卓越成就獎（2005年）
- 臺灣建築學會「建築獎章（建築藝術與文化類）」（2009年）[5]
- 臺南文化獎（2019年）[2][6]

## 外部連結
- 傅朝卿教授建築與文化資產資訊網 （页面存档备份，存于）
- 傅朝卿名譽教授| 成功大學建築學系 （页面存档备份，存于）